# Královopolský tunel

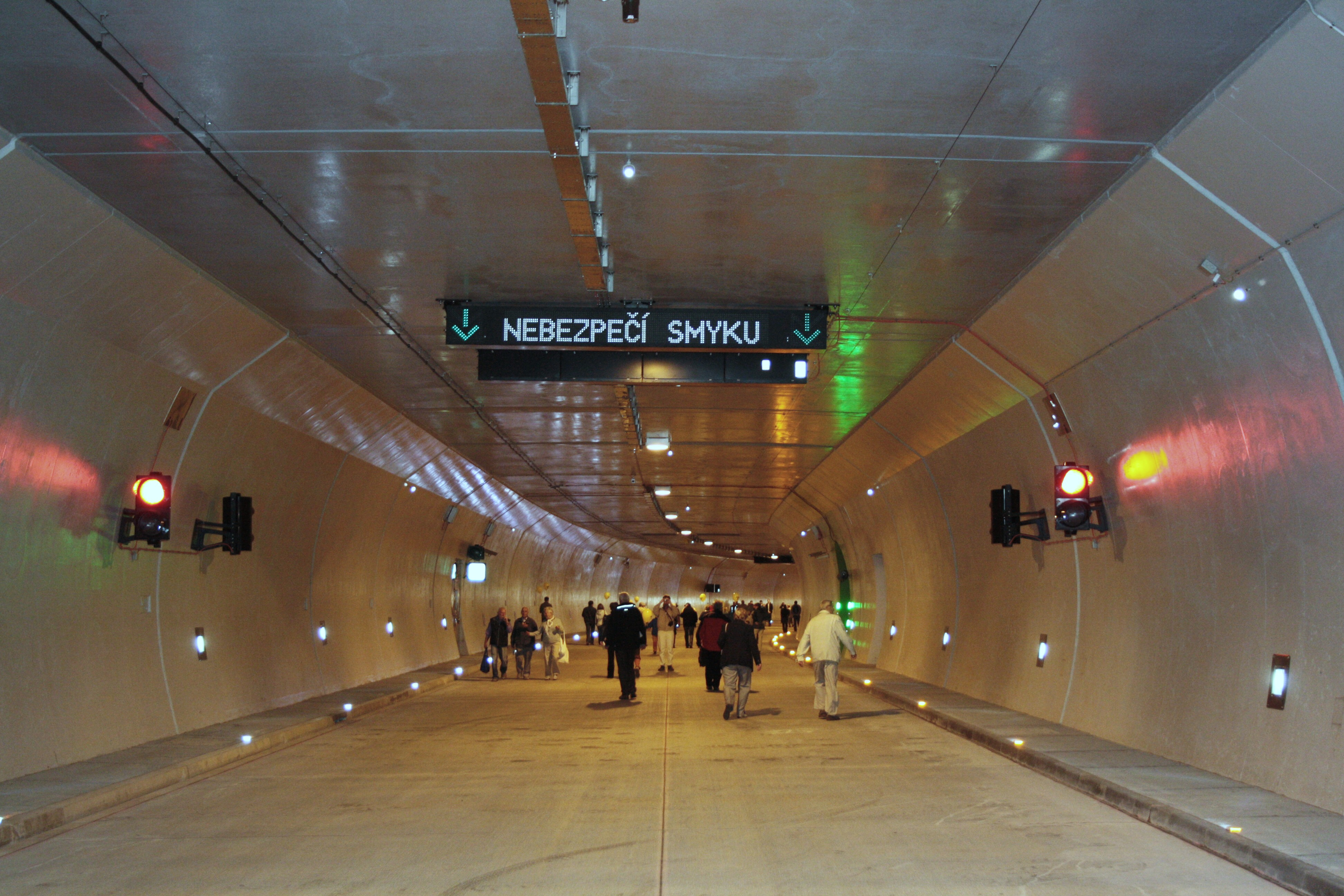
Královopolský tunel během dne otevřených dveří

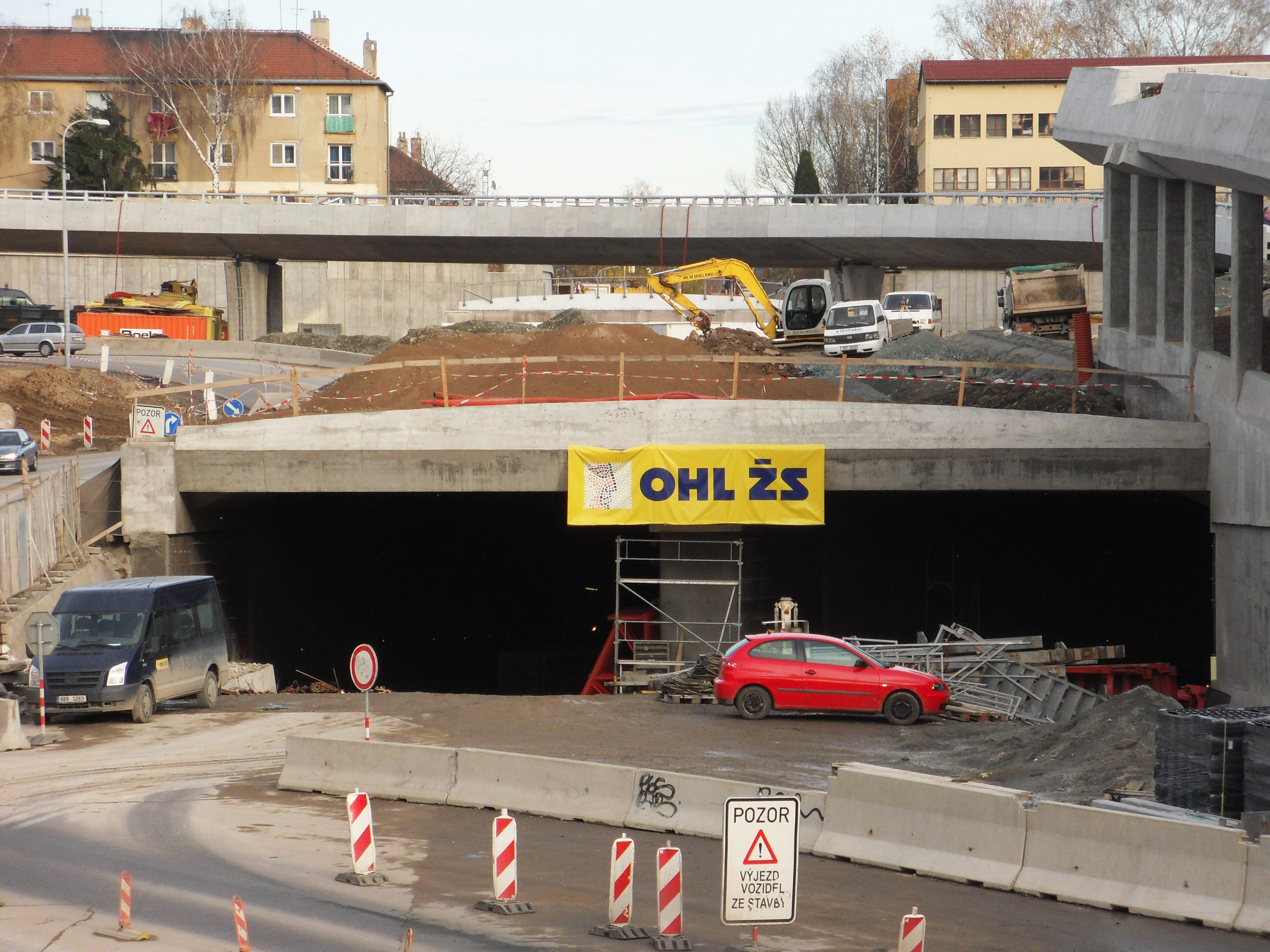
Žabovřeský portál během stavby

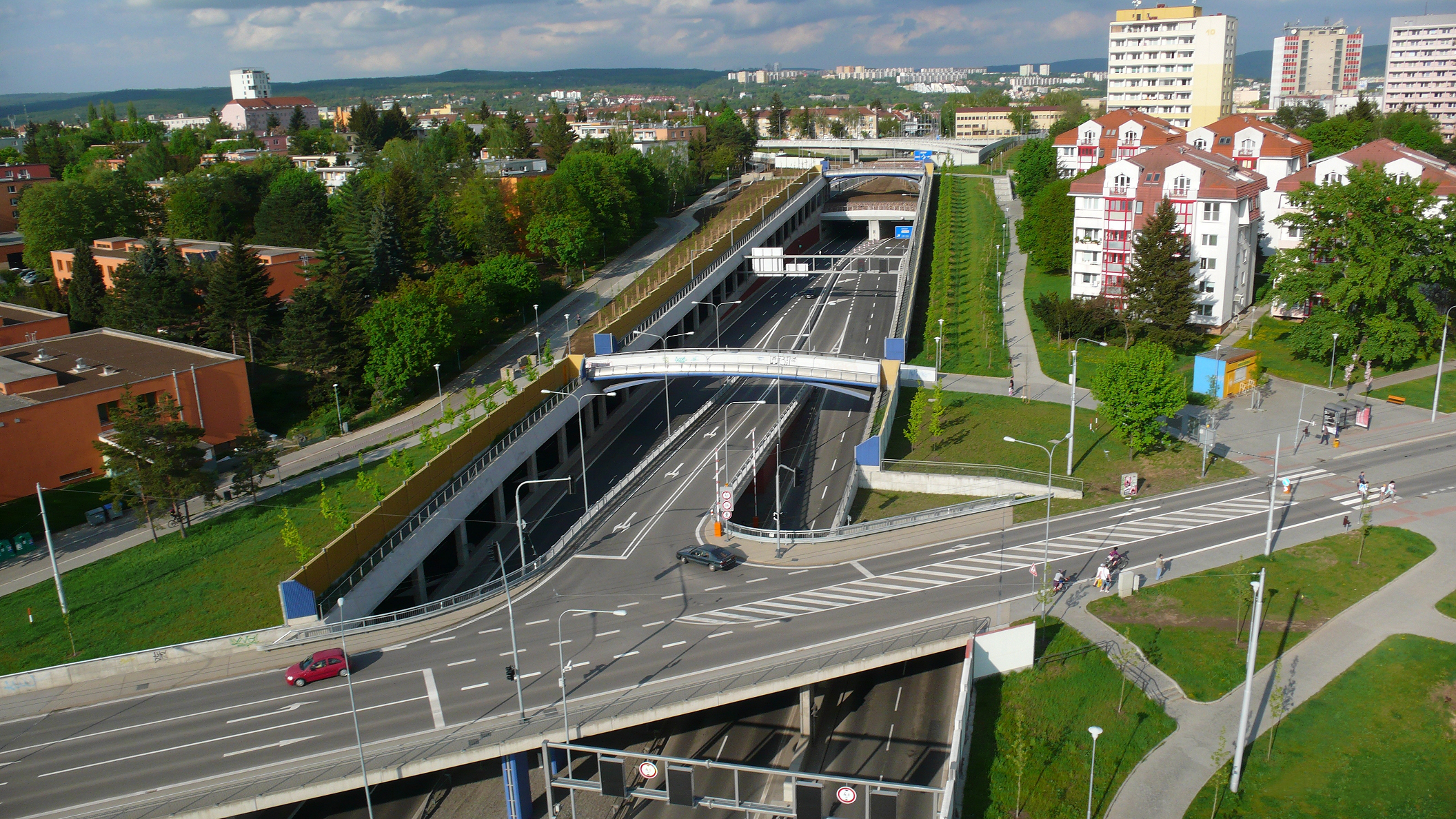
Mimoúrovňová křižovatka před žabovřeským portálem

Královopolský tunel je silniční tunel v Brně na silnici I/42, která tvoří brněnský Velký městský okruh (VMO). Nachází se v katastrálních územích Královo Pole a Žabovřesky, přičemž podchází městskou čtvrť Královo Pole ve směru jihozápad – severovýchod. Zprovozněn byl v roce 2012.
Tunel bývá podle oficiálního pojmenování stavby „Silnice I/42, VMO Dobrovského B“ a podle trasy pod ulicí Dobrovského označován jako Dobrovského tunel. Již 21. května 2002 Zastupitelstvo města Brna schválilo jeho pojmenování Královopolský tunel, přičemž vyšlo z jednotného systému, kdy brněnské silniční tunely jsou označovány podle čtvrti, kde se nacházejí (Pisárecký, Husovický).

## Popis
Tunel je součástí severozápadního segmentu VMO, u obou portálů na něj navazují mimoúrovňové křižovatky s výpadovými silničními radiálami (v Žabovřeskách Hradecká, v Králově Poli Svitavská). Rozhodující část stavby tvoří dva souběžně vedené dvoupruhové tunelové tubusy, které jsou z větší části ražené. Pravý tubus (dle staničení), značený jako Královopolský tunel II, se nachází pod prodlouženou osou ulice Pešinovy a má délku 1258 m (z toho ražená část 1060 m), levý tubus Královopolský tunel I s délkou 1237 m (z toho ražená část 1019 m) vede paralelně přibližně o 70 m severněji pod ulicemi Dobrovského a Veleslavínovou. V Králově Poli na povrchu, v prostoru křižovatky ulic Dobrovského a Slovinské, je umístěno technologické centrum tunelu s velínem, rozvodnou a vyústěním vzduchotechniky.
Celková cena stavby „VMO Dobrovského B“ byla vyčíslena na 6,9 miliardy Kč bez DPH, včetně navazujících křižovatek s Hradeckou a Sportovní ulicí se pohybuje okolo 8,3 miliardy Kč. Původně byly očekávány náklady ve výši 3,5 miliardy Kč, s křižovatkami 5 miliard Kč, což Ředitelství silnic a dálnic ČR (ŘSD), které bylo investorem, vysvětlovalo změnami norem a zákonů v průběhu stavby.

## Historie
Stavba byla projektována od konce 90. let 20. století Inženýrským sdružením VMO Dobrovského, sdružujícím projekční kancelář dopravních staveb PK Ossendorf (autorem komunikačního řešení je Ing. Jiří Smrž), tunelářskou firmu Amberg Engineering, Eltodo dopravní systémy a mostařskou projekční kancelář Dosing-Dopravoprojekt Brno Group. Zhotovitelem stavby byly firmy OHL ŽS (vedoucí), Subterra a Metrostav spojené ve Sdružení VMO Dobrovského B.
Tři průzkumné štoly o délkách 831 m, 831 m a 365 m v trasách budoucích tubusů byly vyraženy v letech 2001 až 2003 v rámci stavby označené „VMO Dobrovského A“. Jejich projektantem byla firma Amberg Engineering, zhotovitelem Sdružení štola Dobrovského (firmy ŽS Brno, Subterra, Metrostav, divize 1, GEO test Brno).
Vlastní stavba tunelu s názvem „VMO Dobrovského B“ začala v květnu 2006, samotná ražba v lednu 2008, přičemž ke slavnostní prorážce obou tubusů došlo v březnu 2010. Kvůli žalobě občanského sdružení VMO Brno (skupiny obyvatel Brna-Žabovřesk) stavbu v prosinci 2010 dočasně zastavil Městský soud v Praze, což zapříčinilo tříměsíční zpoždění a zvýšení nákladů o 150 milionů korun. Stavba byla s novým stavebním povolením obnovena v březnu 2011 a zprovozněna 31. srpna 2012. Celkové dokončení stavby bylo naplánováno na rok 2014.
V tunelu proběhly dva dny otevřených dveří. První z nich se konal 12. září 2009, kdy nebyla ani ještě dokončena ražba, druhý nedlouho před plánovaným zprovozněním dne 2. června 2012; tehdy si jej prohlédlo asi 17 tisíc návštěvníků.
Během dalších let se ŘSD snažilo během provozu splnit hlukové limity pro kolaudaci. Dodatečné stavební úpravy (položení tichého asfaltu, stavba protihlukových stěn, snížení povolené rychlosti) stály přibližně 150 milionů korun. Na konci roku 2022 byly hlukové limity nadále překračovány na třech z patnácti měřených míst (např. vyšší patra panelových bytových domů ve Voroněžské ulici), takže stavba nebyla ani po deseti letech od zprovoznění zkolaudována. Podle ŘSD již nebyla možná žádná další opatření, takže požádalo krajskou hygienickou stanici o udělení výjimky. V roce 2023 rozhodla česká vláda o zvýšení maximálních limitů hluku z dopravy. Díky tomu získalo ŘSD již koncem téhož roku nová stanoviska a o rok později, v lednu 2025, krajský úřad tunel zkolaudoval.